# Trichoniscoides sarsi
Trichoniscoides sarsi är en kräftdjursart som beskrevs av Patience 1908B. Trichoniscoides sarsi ingår i släktet Trichoniscoides och familjen Trichoniscidae. Arten är reproducerande i Sverige.

## Underarter
Arten delas in i följande underarter:
- T. s. subterraneaus
- T. s. meridionalis